# Lenox (condado de Berkshire, Massachusetts)
Lenox é um lugar designado pelo censo localizado no condado de Berkshire no estado estadounidense de Massachusetts. No Censo de 2010 tinha uma população de 1.675 habitantes e uma densidade populacional de 355,73 pessoas por km².

## Geografia
Lenox encontra-se localizado nas coordenadas 42° 21′ 40″ N, 73° 17′ 12″ O. Segundo a Departamento do Censo dos Estados Unidos, Lenox tem uma superfície total de 4.71 km², da qual 4.68 km² correspondem a terra firme e (0.55%) 0.03 km² é água.

## Demografia
Segundo o censo de 2010, tinha 1.675 pessoas residindo em Lenox. A densidade populacional era de 355,73 hab./km². Dos 1.675 habitantes, Lenox estava composto pelo 96.6% brancos, o 0.36% eram afroamericanos, o 0.12% eram amerindios, o 0.6% eram asiáticos, o 0.12% eram insulares do Pacífico, o 0.9% eram de outras raças e o 1.31% pertenciam a duas ou mais raças. Do total da população o 2.81% eram hispanos ou latinos de qualquer raça.